# I-League 2018-2019
L'I-League 2018-2019 (nota come Hero I-League per motivi di sponsorizzazione) è la dodicesima edizione della I-League, il campionato professionistico indiano di calcio per club, dalla sua istituzione nel 2007. Il torneo ha avuto inizio il 26 ottobre 2018.

## Squadre
| Squadra            | Luogo                          | Stadio                                                    |
| ------------------ | ------------------------------ | --------------------------------------------------------- |
| Aizawl             | Aizawl, Mizoram                | Rajiv Gandhi Stadium                                      |
| Chennai City       | Chennai                        | Marina Arena                                              |
| Churchill Brothers | Goa                            | Fatorda Stadium                                           |
| East Bengal        | Kolkata, West Bengal           | Salt Lake Stadium                                         |
| Indian Arrows      | Delhi, New Delhi Bambolim, Goa | Ambedkar Stadium GMC Bambolim Athletic Stadium            |
| Gokulam Kerala     | Kozhikode, Kerala              | EMS Stadium                                               |
| Minerva Punjab     | Chandigarh                     | Guru Nanak Stadium                                        |
| Mohun Bagan        | Kolkata, West Bengal           | Yuba Bharati Krirangan Barasat Stadium Mohun Bagan Ground |
| NEROCA             | Imphal, Manipur                | Khuman Lampak Main Stadium                                |
| Real Kashmir       | Srinagar, Jammu e Kashmir      | TRC Turf Ground                                           |
| Shillong Lajong    | Shillong, Meghalaya            | Nehru Stadium                                             |

## Classifica
|                  | Pos. | Squadra            | Pt | G  | V  | N | P  | GF | GS | DR  |
| ---------------- | ---- | ------------------ | -- | -- | -- | - | -- | -- | -- | --- |
| India (bandiera) | 1.   | Chennai City       | 43 | 20 | 13 | 4 | 3  | 48 | 28 | +20 |
|                  | 2.   | East Bengal        | 42 | 20 | 13 | 3 | 4  | 37 | 20 | +17 |
|                  | 3.   | Real Kashmir       | 37 | 20 | 10 | 7 | 3  | 25 | 14 | +11 |
|                  | 4.   | Churchill Brothers | 34 | 20 | 9  | 7 | 4  | 35 | 23 | +12 |
|                  | 5.   | Mohun Bagan        | 29 | 20 | 8  | 5 | 7  | 27 | 28 | -1  |
|                  | 6.   | NEROCA             | 26 | 20 | 7  | 5 | 8  | 27 | 26 | +1  |
|                  | 7.   | Aizawl             | 24 | 20 | 6  | 6 | 8  | 27 | 28 | -1  |
|                  | 8.   | Indian Arrows      | 21 | 20 | 6  | 3 | 11 | 19 | 28 | -9  |
|                  | 9.   | Minerva Punjab     | 18 | 20 | 4  | 6 | 10 | 10 | 19 | -9  |
|                  | 10.  | Gokulam Kerala     | 17 | 20 | 3  | 8 | 9  | 25 | 33 | -8  |
|                  | 11.  | Shillong Lajong    | 11 | 20 | 3  | 2 | 15 | 23 | 56 | -33 |

Legenda:

      Campione I-League e ammessa alle qualificazioni di AFC Champions League 2020.
      Ammesse assieme al campione alla fase a eliminazione diretta della Super Cup 2019.
      Ammesse assieme a Churchill Brothers al girone di qualificazione della Super Cup 2019.
      Retrocessa in I-League 2nd Division.